# Ölrettich
Der Ölrettich ist meist eine Varietät Raphanus sativus var. oleiformis Pers. oder, selten, eine Unterart Raphanus sativus subsp. oleiferus (Stokes) Metzg. des Garten-Rettichs (Raphanus sativus L.) aus der Familie der Kreuzblütengewächse (Brassicaceae).

## Merkmale
Der Ölrettich erreicht Wuchshöhen von 50 bis 100 cm. Er entwickelt eine kräftige Pfahlwurzel, sortenabhängig wird der Boden zwischen 80 und 150 cm tief durchwurzelt. Er bildet nicht die für die anderen Garten-Rettich-Sorten typische Rübe. Die Samen sind sehr ölhaltig. Das Tausendkorngewicht der Samen schwankt zwischen 3 und 7 Gramm. Ölrettichsamen keimt bereits bei Bodentemperaturen von 2 bis 3 °C.

## Nutzung
Der Ölrettich wurde zur Ölgewinnung gezüchtet.
Plinius der Ältere (HN 15.7.30; 19.26.79) berichtet, dass in Ägypten, besonders im Fajum, Rettichöl gewonnen wurde. Dies ist auch aus zahlreichen römerzeitlichen Papyri belegt, jedoch ist nicht klar, ob es sich hier um Öl aus den Samen des Ölrettichs oder des Garten-Rettichs handelte. Rettichöl war Bestandteil der Nahrung und wurde als Lampenöl genutzt. Als Nahrungsmittel wurde es weniger geschätzt als Olivenöl, wie eine Episode aus den Apophthegmata Patrum (PG 75.145A) belegt. In Ägypten wie auch China und Japan wird Ölrettich heute zur Ölgewinnung angebaut.
In Mitteleuropa und Nordamerika wird Ölrettich heute hauptsächlich zur Gründüngung als Zwischenfrucht angebaut. Der Ölrettich beschattet aufgrund seiner kräftigen Blattentwicklung den Boden stark, die tiefe Durchwurzelung führt zu einem guten Aufschluss des Bodens. Dies schützt  vor Erosion. Ölrettich wird insbesondere in Zuckerrübenfruchtfolgen als Fangpflanze zur Bekämpfung von Bodennematoden angebaut, da einige Züchtungen hoch resistent gegenüber der Wurzelgallennematode Meloidogyne hapla sind. Infolge der Resistenz werden die Ölrettichwurzeln zwar von den Nematoden befallen, diese können aber in den Wurzeln nur wenige oder gar keine Zysten bilden.
Aufgrund des hohen Gehalts an Bitterstoffen und Senfölen fressen Nutztiere den Ölrettich als Grünfutter nur unwillig. Soweit eine Verfütterung erfolgen soll, sollte das Schotenstadium nach der Blüte abgewartet werden, da dann der Bitterstoffgehalt geringer ist.

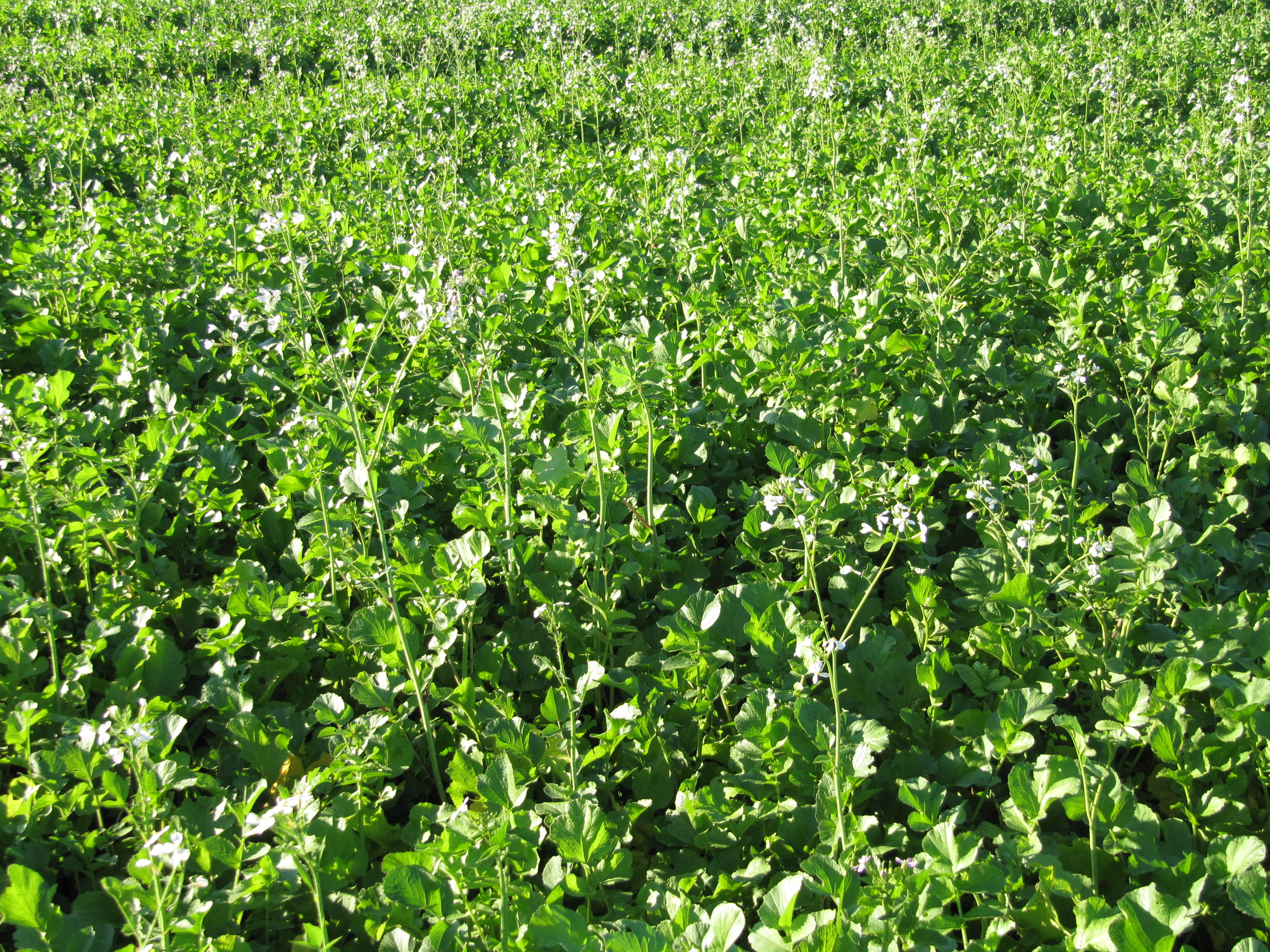
Ölrettich, als Gründüngung angebaut

## Anbau
Unter mitteleuropäischen Verhältnissen kann die Aussaat von Ölrettich zwischen Februar und Ende August erfolgen. Soweit der Ölrettich als Zwischenfrucht zwecks Gründüngung bzw. zur Nematodenbekämpfung angebaut wird, erfolgt die Aussaat nach der Hauptfrucht des Anbaujahres Mitte bis Ende August mit einer Saatgutmenge von 20 kg/ha und einer Saattiefe zwischen einem bis zwei Zentimetern. Da Ölrettich bei Frost von rund −10 bis −12 °C abfriert, kann die nachfolgende Hauptfrucht gegebenenfalls als Direktsaat ohne vorherige Bodenbearbeitung ausgesät werden.
Wird Ölrettich zur Ölgewinnung angebaut, können die Samen durch Mähdrescher geerntet werden.